# Luddsnäcka
Luddsnäcka (Pseudotrichia rubiginosa) är en snäckart som först beskrevs av A. Schmidt 1853.  Luddsnäcka ingår i släktet Pseudotrichia, och familjen hedsnäckor. IUCN kategoriserar arten globalt som livskraftig. Arten är reproducerande i Sverige.

## Bildgalleri

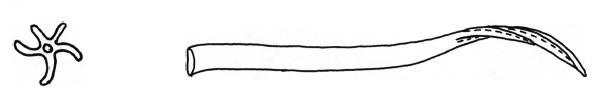